# Eremogone turlanica
Eremogone turlanica là loài thực vật có hoa thuộc họ Cẩm chướng. Loài này được (Bajtenov) Czerep. mô tả khoa học đầu tiên năm 1981.